# Loualidia (kommun)
Loualidia (arabiska: الوليدية) är en landskommun i Marocko. Den ligger i provinsen Sidi Bennour och regionen Casablanca-Settat, 250 km sydväst om huvudstaden Rabat. Antalet invånare var 18 616 vid folkräkningen 2014.